# Loggin Osipovič Roth
Loggin Osipovič Roth (rusko Ло́ггин О́сипович Рот), ruski general, * 1780, † 1851.
Bil je eden izmed pomembnejših generalov, ki so se borili med Napoleonovo invazijo na Rusijo; posledično je bil njegov portret dodan v Vojaško galerijo Zimskega dvorca.

## Življenje
30. avgusta 1797 je bil sprejet v rusko vojsko kot podporočnik pod poveljstvom princa Condeja; čez dve leti je bil povišan v poročnika. Konec leta 1800 je zapustil vojaško službo.
4. septembra 1802 se je vrnil v službo kot poročnik v Viborškem mušketirskem polku, s katerim se je udeležil bojev proti Francozom. Leta 1808 je bil polk poslan v Moldavijo, kjer se je boril proti Turkom. 18. julija 1811 je bil povišan v polkovnika ter 24. avgusta istega leta je postal poveljnik 45. lovskega polka ter nazadnje 3. novembra 1811 poveljnik 26. lovskega polka. 
Zaradi zaslug med veliko patriotsko vojno je bil 3. januarja 1813 povišan v generalmajorja in 27. aprila 1814 v generalporočnika. Postal je poveljnik 3. grenadirske divizije, nato pa 30. avgusta 1818 poveljnik 15. pehotne divizije, 4. marca 1820 poveljnik 4. pehotnega korpusa, 26. septembra 1823 poveljnik 3. pehotnega korpusa, 16. septembra 1826 se je vrnil v 4. pehotni korpus in 17. maja 1827 je postal poveljnik 6. pehotnega korpusa. Kot poveljnik 5. pehotnega korpusa se je udeležil bojev proti Turkom (1829) in 28. junija istega leta je bil povišan v generala pehote. 
Pozneje je sodeloval v zatrtju novembrske vstaje na Poljskem. 12. februarja 1833 je postal pomočnik poveljnika 1. armade ter 12. novembra 1835 generaladjutant.